# هایدی (فیلم ۱۹۳۷)
هایدی (انگلیسی: Heidi) یک فیلم به کارگردانی آلن دوان است که در سال ۱۹۳۷ منتشر شد.

## بازیگران
- شرلی تمپل
- ژان هرشولت
- آرتور تریچر
- ماری نش
- مارسیا می جونز
- سیدنی بلکمر
- کریستین راب
- توماس بک